# Uwu

شکلک خجالت‌زده uwu

uwu، که همچنین به‌عنوان UwU هم تلطیف می‌شود، یک شکلک است که نشان‌دهنده یک چهره ناز می‌باشد. کاراکترهای u نشان‌دهندگان چشم‌های بسته می‌باشند، درحالی که w دهان را نشان می‌دهد. این شکلک برای بیان احساسات مختلف گرم، شاد یا محبت‌آمیز استفاده می‌شود.